# Massa relativistica
La massa relativistica {\displaystyle m} è definita come prodotto fra la massa a riposo {\displaystyle m_{0}} di un corpo e il fattore di Lorentz: 
{\displaystyle m=\gamma \,m_{0}}.
Tale relazione fu introdotta da Hendrik Lorentz nel 1904, nel contesto della sua teoria dell'elettrone risalente al 1892. Lorentz rappresentò l'elettrone come una sfera carica, che subiva una contrazione delle lunghezze nella direzione del moto (contrazione di Lorentz). Produsse due equazioni, per la massa “longitudinale” e “trasversale” dell'elettrone, dipendenti dalla velocità mediante il fattore 
{\displaystyle \gamma ={\frac {1}{\sqrt {1-(v/c)^{2}}}}}
oggi noto come fattore di Lorentz.
La massa trasversale era equivalente a {\displaystyle \gamma \,m_{0}} mentre la massa longitudinale corrispondeva a {\displaystyle \gamma ^{3}m_{0}}.
La relazione {\displaystyle m=\gamma \,m_{0}} è prevista anche dalla teoria della relatività ristretta, pur se non fu mai ricavata da Einstein in tale forma. In particolare, il suo articolo del 1905 sull'equivalenza tra massa ed energia  fa riferimento solo alla massa a riposo {\displaystyle m_{0}} di un corpo in quiete, che emette radiazione in due direzioni opposte (per la conservazione della quantità di moto), diminuendo quindi la propria massa.
{\displaystyle E} è l'energia totale, {\displaystyle m} la massa relativistica e {\displaystyle c} è la velocità della luce nel vuoto. Einstein non ha mai derivato questa relazione, almeno non con quella interpretazione del significato dei suoi termini. Egli ha costantemente messo in relazione l'“energia a riposo” di un sistema con la sua massa inerziale invariante.»
(Eugene Hecht, 2009)
Il chimico Gilbert Lewis fu probabilmente il primo, nel 1908, ad esprimere una generica massa {\displaystyle m} in moto a velocità v come {\displaystyle m_{0}\left(1-v^{2}/c^{2}\right)^{-1/2}=\gamma \,m_{0}}, cosa che né Lorentz né Einstein avevano fatto fino a quel momento. Lavorando sia assieme a, sia indipendentemente da Richard Chace Tolman, Lewis si proponeva di ricavare la dipendenza della massa m dalla velocità v per via esclusivamente dinamica. Il suo approccio si diffuse tra i fisici negli anni successivi. Ad esempio, Tolman scrisse nel 1912 che «l'espressione {\displaystyle m_{0}\left(1-v^{2}/c^{2}\right)^{-1/2}} è la più adatta per la massa di un corpo in movimento.» Il termine massa relativistica fu coniato solo più tardi, probabilmente da Max Born nel suo libro Die Relativitätstheorie Einsteins del 1920 (traduzione italiana dell'edizione inglese Einstein's Theory of Relativity del 1922: La sintesi einsteniana, Bollati Boringhieri, 1969).
Nel linguaggio relativistico odierno è una definizione non più usata, in quanto potenziale espressione dell'errore concettuale secondo cui la massa possa variare con la velocità. Per questa ragione oggi si indica con m la massa invariante a ogni velocità v < c, che coincide numericamente con la massa a riposo {\displaystyle m_{0}}.

## Massa relativistica e massa a riposo
La massa relativistica {\displaystyle m} si relaziona alla massa a riposo {\displaystyle m_{0}} (cioè la massa dell'oggetto nel sistema di riferimento in cui è in quiete) tramite il fattore di Lorentz {\displaystyle \gamma }:
{\displaystyle m=\gamma \,m_{0}={\frac {1}{\sqrt {1-(v/c)^{2}}}}\;m_{0}={\frac {1}{\sqrt {1-{\beta }^{2}}}}\;m_{0}}
con {\displaystyle \beta =v/c} detto parametro di velocità, che vale {\displaystyle 0\leq \beta \leq 1}.
Per ottenere dall'equazione dell'energia relativistica, applicabile a oggetti in quiete o in moto,
{\displaystyle E=mc^{2}=\gamma \,m_{0}c^{2}}
l'equazione che esprime solamente l'energia a riposo {\displaystyle E_{0}}, si pone {\displaystyle v=0} nella prima equazione, ottenendo {\displaystyle \gamma =1}. A riposo, cioè a velocità nulla, la massa relativistica coincide con la massa a riposo e l'equazione {\displaystyle E=mc^{2}} può essere riscritta per l'energia a riposo come {\displaystyle E_{0}=m_{0}c^{2}}.
| Massa relativistica | {\displaystyle m}                            |
| Massa a riposo      | {\displaystyle m_{0}}                        |
| Energia totale      | {\displaystyle E=mc^{2}=\gamma \,m_{0}c^{2}} |
| Energia a riposo    | {\displaystyle E_{0}=m_{0}c^{2}}             |

## Massa invariante
La massa relativistica non è più usata nel linguaggio relativistico odierno, in quanto potenziale espressione dell'errore concettuale per cui la massa, piuttosto che l'inerzia, vari con la velocità. Lo stesso Einstein, in una lettera del 19 giugno 1948 all'editore Lincoln Burnett (autore di un'introduzione divulgativa alla relatività dal titolo The Universe and Doctor Einstein), scrisse: «Non è bene introdurre il concetto di massa {\displaystyle M=m/(1-v^{2}/c^{2})^{1/2}} di un corpo in movimento, perché di essa non può essere data una definizione chiara. È meglio non parlare di altri concetti di massa che non siano quello della massa a riposo m. Piuttosto che introdurre M, è meglio menzionare l'espressione della quantità di moto e dell'energia di un corpo in movimento».
Per questa ragione oggi si indica con m la massa invariante a ogni velocità v < c (che coincide numericamente con la massa a riposo {\displaystyle m_{0}}) in un dato sistema di riferimento inerziale S. 
Conseguentemente si scrive {\displaystyle E=\gamma \,mc^{2}} per un oggetto in moto o {\displaystyle E_{0}=mc^{2}} se in quiete rispetto a un dato sistema di riferimento S.
Essendo relativisticamente invariante, tale massa m conserva il proprio valore non solo nel sistema di riferimento inerziale S, ma anche in qualsiasi altro sistema di riferimento inerziale S' in moto a velocità costante v' rispetto a S.
L'uso della massa invariante m permette di definire in modo del tutto coerente sia l'impulso relativistico sia l'energia relativistica, descritti nelle Sezioni seguenti.
| Massa invariante | {\displaystyle m}                 |
| Energia totale   | {\displaystyle E=\gamma \,mc^{2}} |
| Energia a riposo | {\displaystyle E_{0}=mc^{2}}      |

Notiamo che la massa invariante è direttamente collegata al modulo quadro del quadrimpulso totale del sistema tramite la relazione:
{\displaystyle M_{inv}^{2}c^{2}={\frac {E_{tot}^{2}}{c^{2}}}-|{\vec {P}}_{tot}|^{2}}
Tale grandezza è utile nello studio di sistemi in cui si conserva il quadrimpulso totale e di conseguenza la massa invariante, ad esempio nei decadimenti di particelle.

## Impulso relativistico
Il quadrimpulso è definito come
{\displaystyle \mathbf {p} =\gamma \,m\,\mathbf {v} }.
dove il grassetto indica i quadrivettori e {\displaystyle \gamma } il fattore di Lorentz
{\displaystyle \gamma ={\frac {1}{\sqrt {1-v^{2}/c^{2}}}}}
Usando la metrica con segnatura (-,+,+,+) si ottiene:
{\displaystyle p^{\mu }=\gamma \,m\,{\frac {{\mbox{d}}x^{\mu }}{{\mbox{d}}t}}}
oppure, introducendo il tempo proprio {\displaystyle \tau }, siccome {\displaystyle {\mbox{d}}t=\gamma \,{\mbox{d}}\tau } si ha che
{\displaystyle p^{\mu }=m\,{\frac {{\mbox{d}}x^{\mu }}{{\mbox{d}}\tau }}}.

## Energia relativistica totale
L'energia relativistica totale è definita come
{\displaystyle E=\gamma \,mc^{2}={\sqrt {p^{2}c^{2}+m^{2}c^{4}}}}
dove:
- {\displaystyle m} è la massa a riposo della particella
- {\displaystyle c} è la velocità della luce
- {\displaystyle \gamma } è il fattore di Lorentz
- {\displaystyle p=\gamma \,mv} è la quantità di moto relativistica

L'energia totale è anche data dalla somma dell'energia a riposo {\displaystyle E_{0}=mc^{2}} e dell'energia cinetica relativistica, da cui si ricava che quest'ultima è
{\displaystyle K=E-E_{0}=\gamma \,mc^{2}-mc^{2}=\left(\gamma -1\right)mc^{2}}
Per piccole velocità ({\displaystyle v\ll c}) è approssimabile all'espressione classica dell'energia cinetica,
{\displaystyle K={\frac {1}{2}}\,mv^{2}}.
Si può mostrare che le due forme concordano sviluppando {\displaystyle \gamma } in serie di Taylor:
{\displaystyle \gamma ={\frac {1}{\sqrt {1-(v/c)^{2}}}}\simeq 1+{\frac {1}{2}}\left({\frac {v}{c}}\right)^{2}}.
Inserendolo nell'equazione originaria, si ottiene un'approssimazione all'espressione classica dell'energia cinetica: 
{\displaystyle K\simeq {\frac {1}{2}}\left({\frac {v}{c}}\right)^{2}mc^{2}\simeq {\frac {1}{2}}\,mv^{2}}.
L'energia totale relativistica comprende anche l'energia a riposo del corpo (che dipende solo dalla massa a riposo), che non compare invece nella definizione classica dell'energia. L'espressione dell'energia cinetica relativistica è invece equivalente a quella classica per basse velocità v rispetto a c. Questo mostra come la relatività sia una teoria più generale rispetto alla meccanica classica, che rientra nella meccanica relativistica come caso particolare.